# 手足口病
手足口病（てあしくちびょう、英: Hand, foot and mouth disease; HFMD）は、コクサッキーウイルスなどが原因となって起こるウイルス性疾患である。病名は手の平、足の裏、口内に水疱が発生する英語病名の直訳に由来する。乳児や幼児によく見られる疾患であるが、成人にも見られる。乳児ではまれに死亡することがある。夏季を中心に流行し、汗疹と間違えられやすい。

## 解説
原因となるウイルスには、ピコルナウイルス科内のエンテロウイルス属に属するコクサッキーウイルスA16が主で、他にA4, 5, 9, 10、B2, 5、またエンテロウイルス71型も原因となる。
家畜感染症である口蹄疫を引き起こす口蹄疫ウイルスもピコルナウイルス科の一種であるが、ヒトにおいては発症しない。

## 感染経路
感染者の鼻や咽頭からの分泌物、便などによる接触感染である。飛沫感染も起こる。

## 潜伏期間
感染から発症までの期間は3日から5日程度とされる。

## 症状

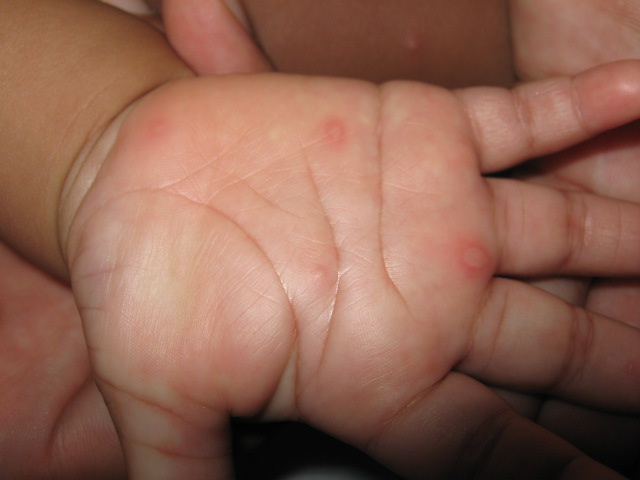
手に発生した発疹
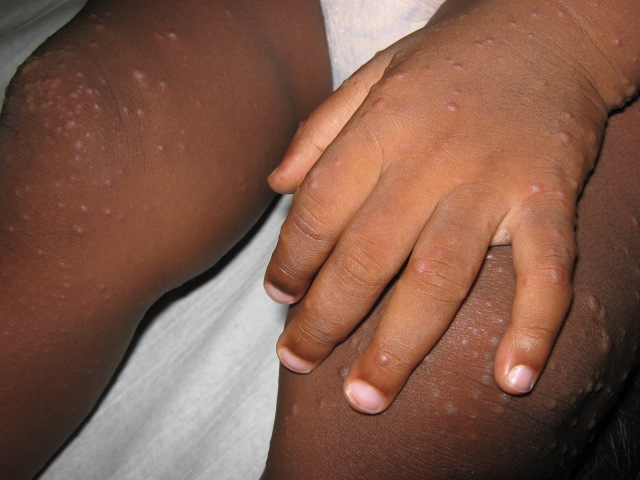
脚に発生した発疹

手足口病の症状としては次のようなものがある。
初期症状として発熱と咽頭痛がある。1 - 2日後には手掌や足底、膝裏、足の付け根（臀部）などに痛みを伴う水疱性丘疹が生じ、口内にも水疱が出現する。これが7 - 10日間続く。ただし、常に全ての徴候が出現するとは限らない。
多くの場合、1週間から10日程度で自然に治癒するが、まれに急性髄膜炎が合併し急性脳炎を生じる。エンテロウイルス71の感染症例では、他のウイルスを原因とする場合より頭痛、嘔吐などの中枢神経系合併症の発生率が高い。また、コクサッキーウイルスA16感染症例では心筋炎合併の報告がある。出産直前の妊婦が感染した場合は、生まれてくる新生児に感染する恐れがある。ウイルス型 EV71では重症化した場合、髄膜炎、脳炎、急性弛緩性麻痺をおこし急性脳炎に伴う中枢神経合併症による死亡例が多いと報告されている。
治癒後の症状として、1ヶ月から2ヶ月後に爪変形や爪甲脱落が生じる例が報告されている。

## 治療
手足口病のための特別な治療法はない。抗生物質や外用の副腎皮質ステロイド剤は用いない。ただれた部位の熱や痛みといった個々の症状は、対症療法によって緩和する。ただし、中枢神経症状が発生した場合は入院加療が必要である。
通常、感染症が治るまで自宅で安静にすることが病気に苦しむ子供にとって最も大切なことである。熱冷ましは高熱を下げるのに役立ち、水やぬるま湯による入浴もまた、乳幼児の熱を下げるのに役立つ。
感染症法5類感染症で小児科定点報告対象疾患であるが、学校感染症には含まれていないので、登園・登校の可否は、患者本人の症状や状態によって判断すればよいと考えられる。
一度感染すると終生免疫が獲得されるが、原因となるウイルスは複数あるため、何度も罹ることがある。

## 予防
手足口病に有効なワクチンは存在しない。実用化を目指したEV71（手足口病）ワクチン開発が進められている。手洗いとうがいを励行する。オムツの適切な処理やこまめな手洗い、タオルを共有しないなどの配慮が必要。
CA16やEV71などのエンテロウイルスはアルコール（消毒）に対する抵抗性が高いので、石けんと流水による手洗いを基本とする。手指以外のウイルスに汚染された表面の消毒には、熱水(98℃15分–20分、多くの場合は80℃での10分洗浄でも可)、500–1,000ppm(特別な場合には5,000ppm)次亜塩素酸ナトリウム液、場合によりアルコール製剤を選択する。
国立感染症研究所による日本全国の約3000の小児科定点医療機関が報告した2020年7月13日から19日までの手足口病の患者報告数は、大流行した2019年のおよそ100分の1、過去10年で最も少なかった2016年の5分の1以下となり、同時期のコロナウイルス感染症の流行による手洗い等の対策が他の感染症の流行対策にも効果を及ぼしているとみられている。

## 記録された流行
- 1975年、ブルガリアでEV71による死亡例報告。
- 1978年、ハンガリーでEV71による死亡例報告。
- 1997年、マレーシアのサラワクで、本症（EV71分離症例あり）の発生により34人の子供たちが死亡した。
  - 7〜9月にかけて、大阪市内で3名の乳幼児が死亡[14]。
- 1998年、台湾で手足口病の流行。78名の小児が死亡。死亡例の92%からEV71が検出された。
- 2008年4月、中国安徽省でEV71により19名の児童が死亡したと報道された[15]。
- 2008年5月、中国で約25,000人の感染者の報道[16]。
- 2010年4月、カンボジアで手足口病の流行。52名の小児が死亡。この症例で入院したのは74人で、うちEV71が原因と特定できなかったケースを含めると61人が死亡した。